# SKM Park Outlets 高雄草衙

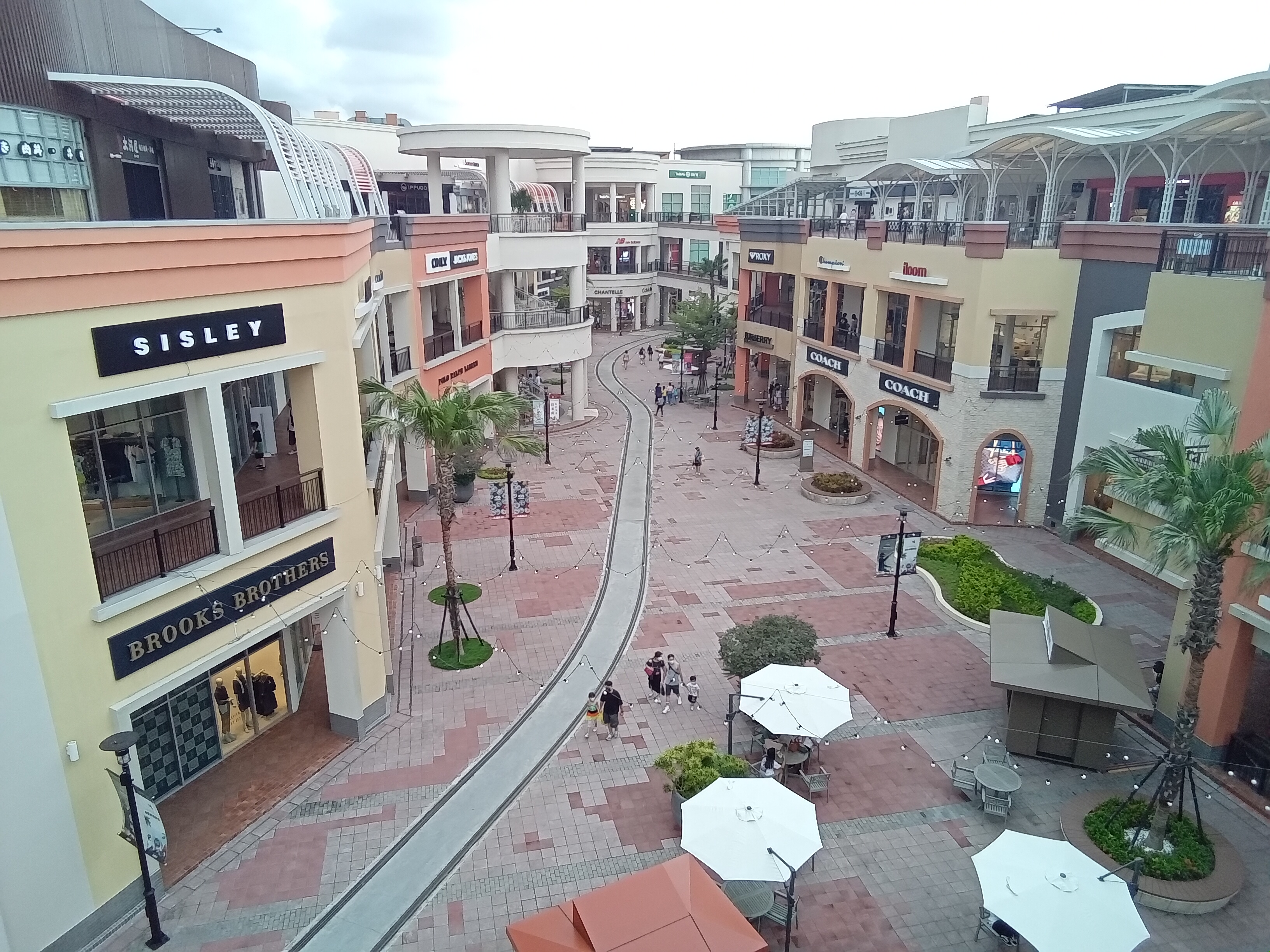
美國加利福尼亞州風情的商場內街

SKM Park Outlets 高雄草衙是一座位於臺灣高雄市前鎮區的大型Outlet購物中心，於2022年8月11日開幕（1月26日試營運），由新光三越百貨股份有限公司轉投資設立，前身為2016年啟用的大魯閣草衙道。SKM Park Outlets 高雄草衙為新光三越首度跨足營運Outlets Mall領域，並與TOC（The Outlet Company）國際團隊共同合作整改商場，讓既有的購物中心改變定位，而高雄草衙為SKM Park Outlets首座據點。
商場總樓地板面積約26,300坪（87,000 m2）（不含停車場），營業租賃面積約17,500坪（58,000 m2），規劃超過220間店鋪，其中包括國際品牌、大型美食廣場、備有舒適戶外座位區的餐廳和咖啡廳，並規劃有叮叮車接駁、衣服修改、包裹運送、衣物乾洗等各種貼心的服務設施。而為了提供顧客更全面性的生活體驗，SKM Park Outlets高雄草衙更規劃各式娛樂設施和生活主題場館，包括擁有10個影廳的國賓影城、全台唯一的戶外卡丁車賽道和遊樂園（鈴鹿賽道樂園）、VIVELAND VR 虛擬實境樂園、逾3,000平方米的健身工廠、以及保齡球場（滾吧！）、大魯閣棒壘球打擊場、室內兒童遊樂場（遊戲愛樂園）、生活書店（金石堂書店、法雅客Fayaque）、寵物店、烹飪教室、美髮沙龍與美體護膚中心等。

## 簡介

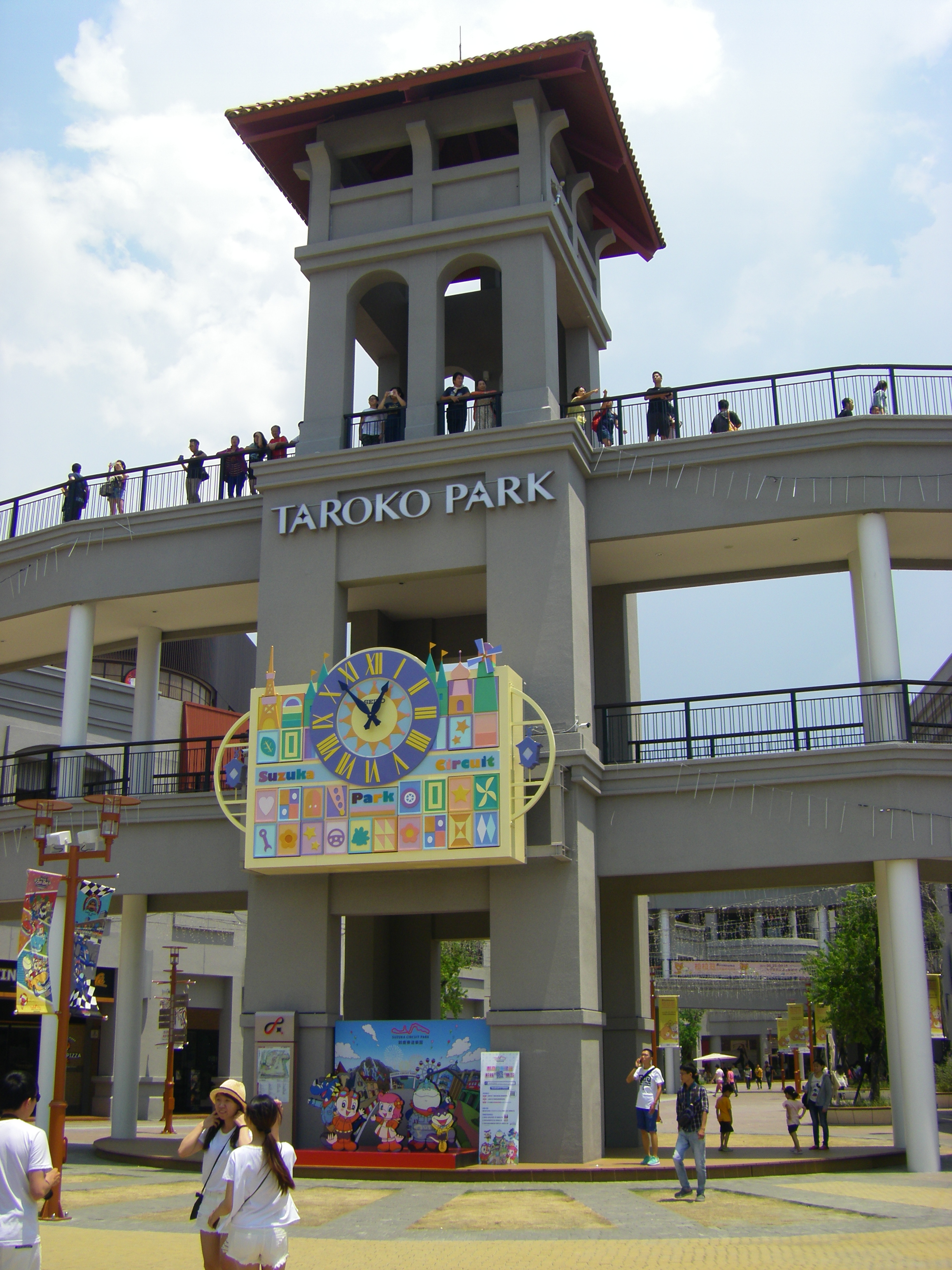
大魯閣草衙道時期（2016年）

此一商業開發案最初為由大魯閣集團承租高雄捷運南機廠附屬商業設施用地，斥資53億元投資興建的綜合型開發案。 本案全區基地為24,603坪，分為兩期開發，一期包含取得海外授權的迷你卡丁車賽車主題「鈴鹿賽道樂園」，和國內首座主打運動休閒娛樂的低密度開發大型購物中心「大魯閣草衙道（Taroko Park）」，其中商場總樓地板面積約32,900坪，營業租賃面積為18,000坪，主力核心店包含國賓影城、健身工廠、大魯閣棒壘球打擊場、滾吧、肖跳、遊戲愛樂園與H&M；樂園與商場皆於2016年5月9日開業。二期則包含基地東北側的旅館預定地（非位於高捷休閒大樓的華園大飯店）及位於商場地下一樓的日式溫浴設施（閒置多時後改由湯姆熊及奧斯丁進駐），但後來皆取消設置，故草衙道實質為一次性全區開發。
儘管大魯閣草衙道開業一年來客數近1,400萬人次成功達標，實際營收卻未達原先預期的50億元，最大業績來源為娛樂與餐飲，營收僅約30億元上下，為提升招商營運能力及降低貸款利率，2017年12月大魯閣集團出售67％大魯閣開發公司之股份予新光三越，大魯閣草衙道轉由最大股東新光三越主導營運，為新光三越首度跨足購物中心領域。2020年9月大魯閣集團出清全數持股予新光三越後，新光三越持股近百分百，並決定將大魯閣草衙道轉型為Outlet購物中心，後與開發頂級Outlet經驗豐富的顧問公司 TOC（The Outlet Company）合作，進行大魯閣草衙道的整建改裝規劃，2022年1月26日，以SKM Park之名重新試營運，正式轉型為Outlet Mall，並於2022年8月11日以SKM Park Outlets高雄草衙之名正式開幕。
SKM Park Outlets高雄草衙以「國際級生活複合式Lifestyle Outlets」為定位，延攬世界流行品牌、各國知名特色 餐飲、大型生活主題店進駐，並將結合大量的環境綠化、噴泉造景、舒適的戶外座位，以及娛樂及生活業態多元設施，打造一座特色獨具的半露天購物樂園，讓到訪SKM Park Outlets高雄草衙的顧客，享受彷如置身美式Outlet購物中心般的渡假氛圍及尋寶購物樂趣。

## 歷史

### 大魯閣草衙道時期（2016年-2022年）
- 2011年11月16日，大魯閣開發股份有限公司成立。[2]
- 2012年10月25日，大魯閣集團旗下大魯閣開發股份有限公司與高雄市政府、高雄捷運公司簽訂高雄捷運南機廠附屬商業設施用地OT案土地租賃及開發契約，特許期間為35年，並有20年的優先續約權，第一期預定投資逾35億元，打造台灣第一座國際級汽車主題親子遊樂園及購物中心，預計2016年開始營運。[10]
- 2014年6月12日，大魯閣集團與日本鈴鹿賽車場簽約。[11]
- 2014年6月15日，大魯閣草衙道動工興建。[12]
- 2014年11月，大魯閣集團邀請富邦金創參與大魯閣開發公司增資案，增資後大魯閣纖維持股87%、富邦金創持股13%，富邦金創成為該公司第二大股東。[13]
- 2016年5月9日，大魯閣草衙道正式開業，目標年營收為50億元。[14][15]
- 2017年12月22日，大魯閣實業集團完成出售67%大魯閣開發股權給新光三越，大魯閣實業持股降至15%，新光三越正式接手大魯閣草衙道商場營運主導權。[16]
- 2018年3月起，大魯閣草衙道啟動大規模改裝計劃；2018年10月引進全台最大超過300坪的VR虛擬實境樂園。
- 2019年2月2日，一名年約25至35歲男子晚間7時許，從3樓某藥妝店外，往下一跳輕生，掉落1樓商場地面，嚇壞在場逛街民眾，目擊者見狀趕緊報警，男子送小港醫院急救後，晚間9時40分許宣告不治。[17]
- 2019年3月於2樓開出家用家電區；2019年6月於1樓導入化妝品區，整體櫃位數增加超過25%，改裝後一般百貨零售占營收50%、餐飲占35%、娛樂15%，重新開幕至今人潮已增加兩成[3]；2020年3月，於1樓開設無印良品；2020年9月，於1樓開出UNIQLO。
- 2020年8月12日，大魯閣實業經董事會通過，擬以新台幣1.99億元將公司及子公司大魯閣建設所持有的大魯閣開發（高雄草衙道購物中心）股權全數出清，出售給新光三越，大魯閣指出原由大魯閣開發經營的草衙道購物中心預計月底交易完成，大魯閣在大魯閣開發的一董一監亦將辭任。[18]
- 2020年9月28日，由於大魯閣賽道樂園每年虧損近1億元，故大魯閣實業經董事會通過，以新台幣1億元出售主要營運高雄鈴鹿賽道樂園的大魯閣賽道樂園國際股份有限公司，其持股71.44%予主要由新光三越持有的大魯閣開發。[19]
- 2021年9月底，大魯閣草衙道開始進行改裝工程，僅部分櫃位持續營運。

### SKM Park時期（2022年-）
- 2022年1月26日，以SKM Park之名重新開張試營運，轉型為Outlet Mall，年營業額目標為50億元。[20]
- 2022年8月11日，以SKM Park Outlets高雄草衙之名盛大開幕。

## 樓層介紹

### SKM Park時期
| 定位     | 用途                                                                                     | 樓層           |
| 購物大道 | 國際名品                                                                                 | 1F             |
| 購物大道 | 流行時尚（H&M、UNIQLO）                                                                  | 1F、2F         |
| 購物大道 | 運動服飾                                                                                 | 1F、2F         |
| 購物大道 | 鞋履                                                                                     | 1F、2F         |
| 購物大道 | 旅行箱包                                                                                 | 1F、2F、3F     |
| 購物大道 | 內睡衣                                                                                   | 1F、2F         |
| 購物大道 | 配件                                                                                     | 1F             |
| 購物大道 | 嬰童用品與玩具                                                                           | 2F             |
| 購物大道 | 化妝品                                                                                   | 1F             |
| 生活體驗 | 居家用品                                                                                 | 1F、2F、3F     |
| 生活體驗 | 品味生活（無印良品、法雅客、金石堂書店）                                                 | B1、1F、2F、3F |
| 主題餐廳 |                                                                                          | 2F、3F         |
| 美食閣   |                                                                                          | 3F             |
| 咖啡輕食 |                                                                                          | 1F、2F         |
| 娛樂     | 親子娛樂（奧斯丁夢想樂園、湯姆熊歡樂世界、遊戲愛樂園）                                   | B1、3F         |
| 娛樂     | 運動休閒（肖跳、健身工廠、滾吧！保齡球館、大魯閣棒壘球打擊場、VIVELAND VR 虛擬實境樂園） | 2F、3F         |
| 娛樂     | 國賓影城                                                                                 | 3F             |
| 娛樂     | 鈴鹿賽道樂園                                                                             | 1F             |

### 大魯閣草衙道時期
| 館別   | 樓層 | 定位            | 用途 |
| ------ | ---- | --------------- | --- |
| 大道東 | 3F   | 娛樂美饌        | 大魯閣棒壘球打擊場、遊戲愛樂園、國賓影城、生活藥妝、文創商品、食品、伴手禮、太陽廚房（美食廣場）、主題餐廳、輕食、咖啡、速食 |
| 大道東 | 2F   | 靚女童趣        | 時尚大店（H&M）、運動服飾用品、中性休閒服飾、女裝服飾、內睡衣、孕婦服飾、嬰幼童用品、玩具、男女鞋、3C及周邊配件（法雅客）、家用家電、戶外健康器材用品、主題餐廳、輕食、咖啡、速食、便利商店、WeSport直排輪場、WeSport迷你高爾夫球場 |
| 大道東 | 1F   | 時尚休閒        | 時尚大店（H&M、UNIQLO）、運動服飾用品、進口休閒服飾、配件、3C及周邊配件、化妝品、生活用品（無印良品）、文創、主題商品、輕食、咖啡、速食、WeSport籃球場                                                                              |
| 大道東 | B1   | 休閒娛樂 停車場 | 湯姆熊歡樂世界、奧斯丁夢想樂園、停車服務中心、汽車停車場、機車停車場 |
| 大道西 | 3F   |                 | 湯姆熊歡樂世界、主題餐廳、輕食、咖啡、速食 |
| 大道西 | 2F   |                 | 健身工廠、肖跳、滾吧！保齡球館、主題餐廳、輕食、咖啡、速食 |
| 大道西 | 1F   |                 | 時尚大店、生活用品、文創、主題商品、輕食、咖啡、速食、VIVELAND VR 虛擬實境樂園、星際戰場 |
| 大道西 | B1   | 停車場          | 停車服務中心、汽車停車場、機車停車場 |

## 鈴鹿賽道樂園（Suzuka Circuit Park）

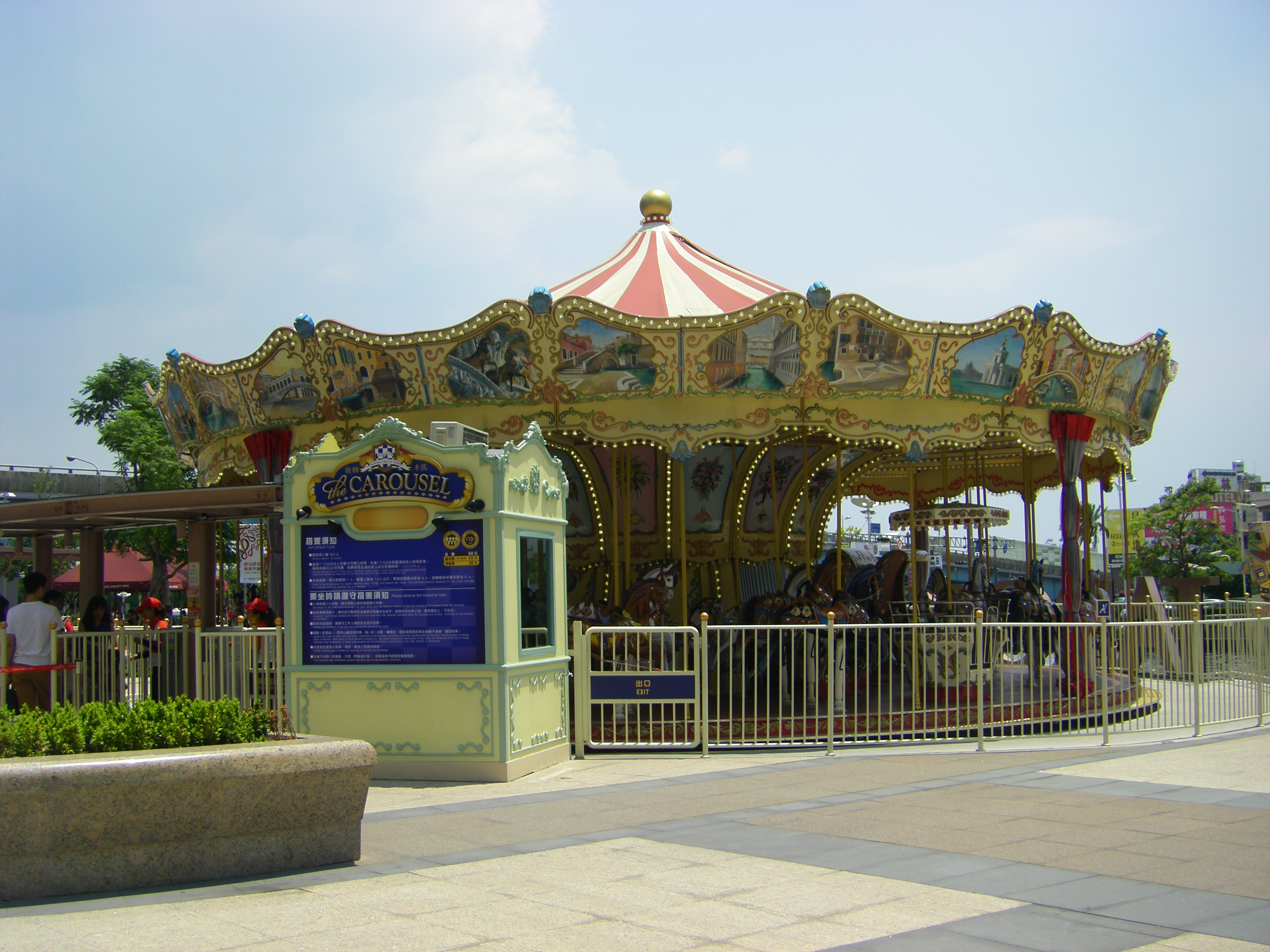
旋轉木馬

鈴鹿賽道樂園樓地板面積約為9,054坪，為免費入園，採每項遊樂設施不同票價每人逐項收費，並提供預約搭乘之服務。共分為五大主題區。
- 迷你鈴鹿賽道 Mini Suzuka Circuit

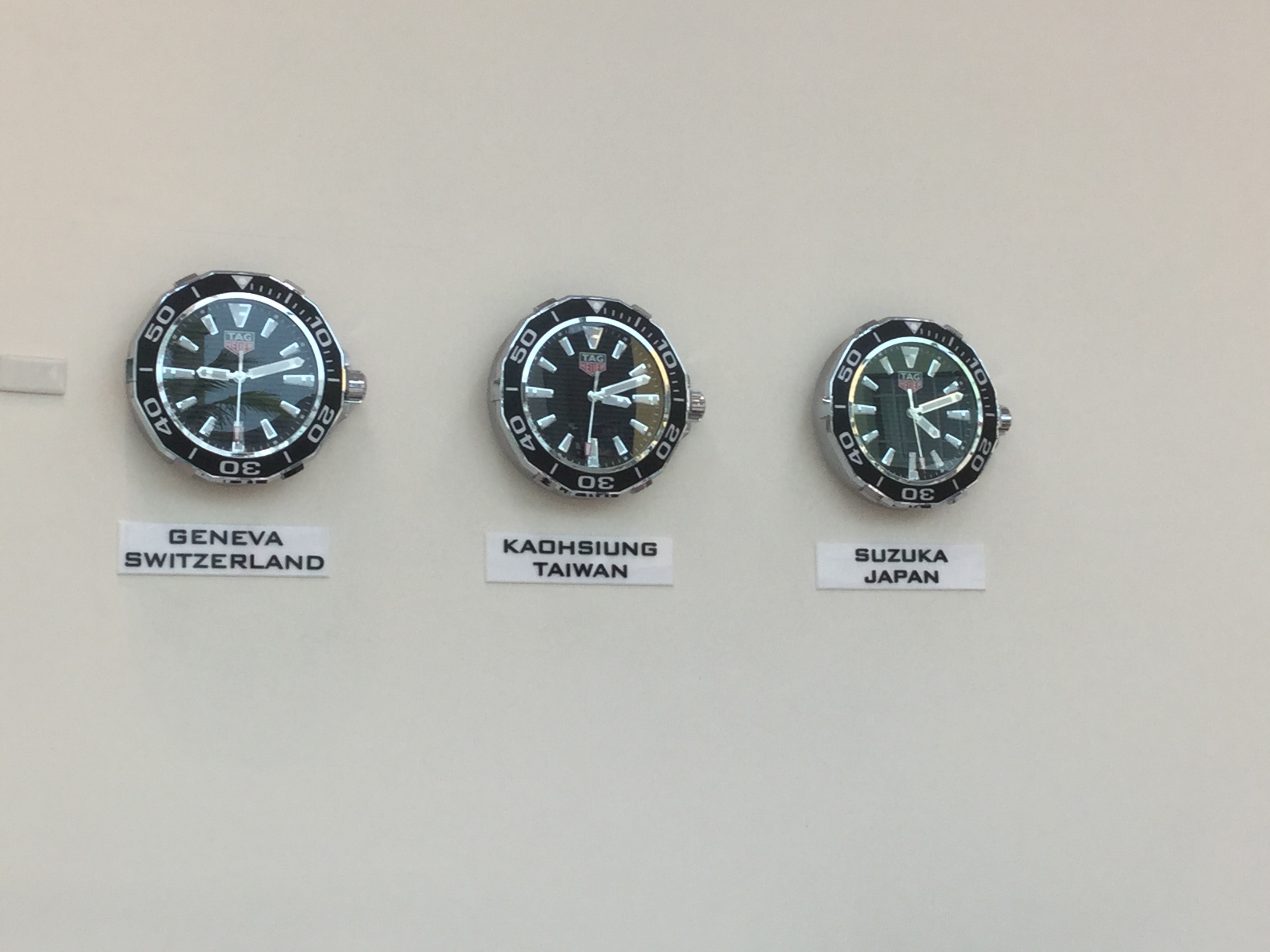
顯示各國知名賽道之當地時間的時鐘
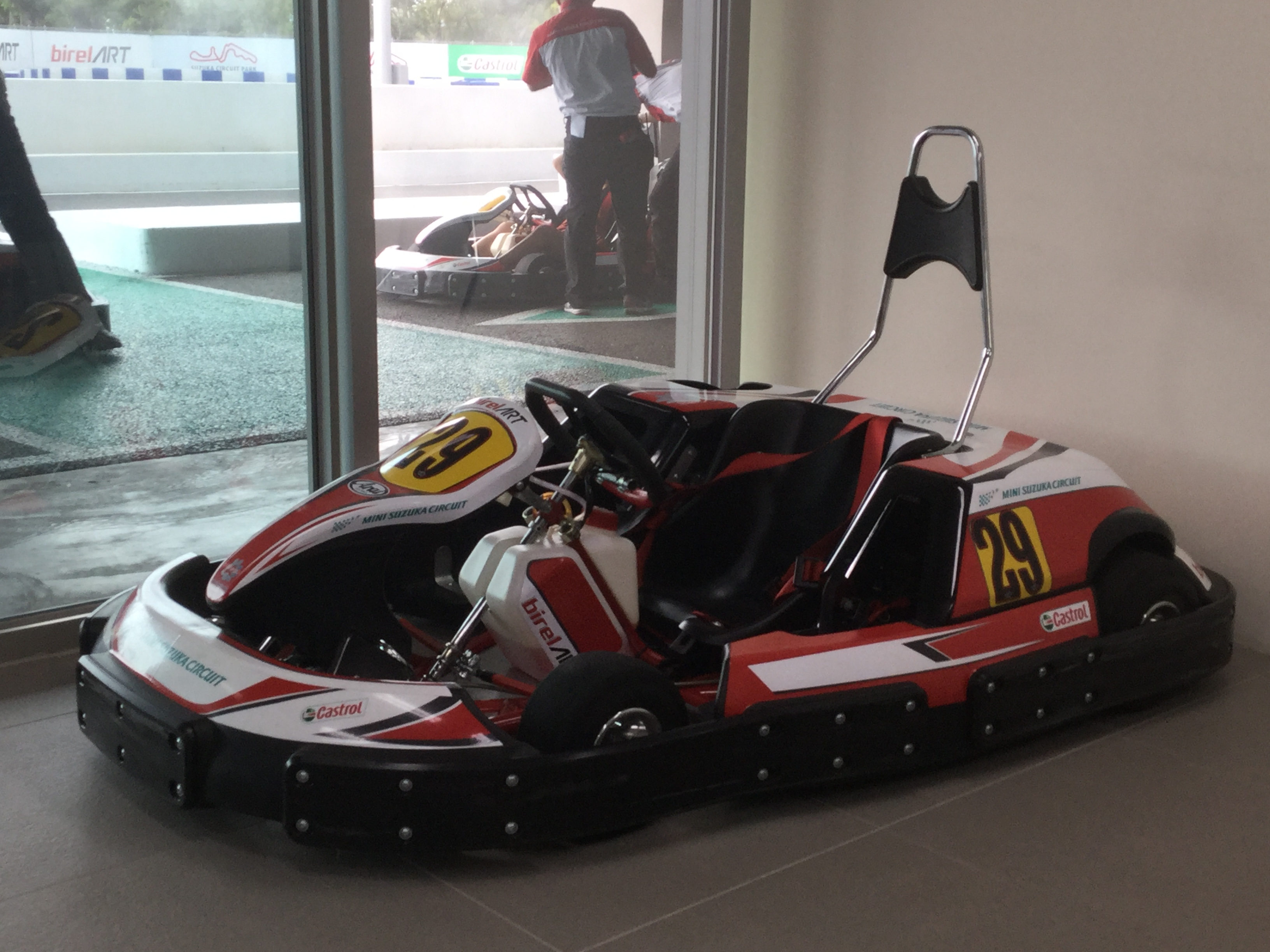
卡丁車
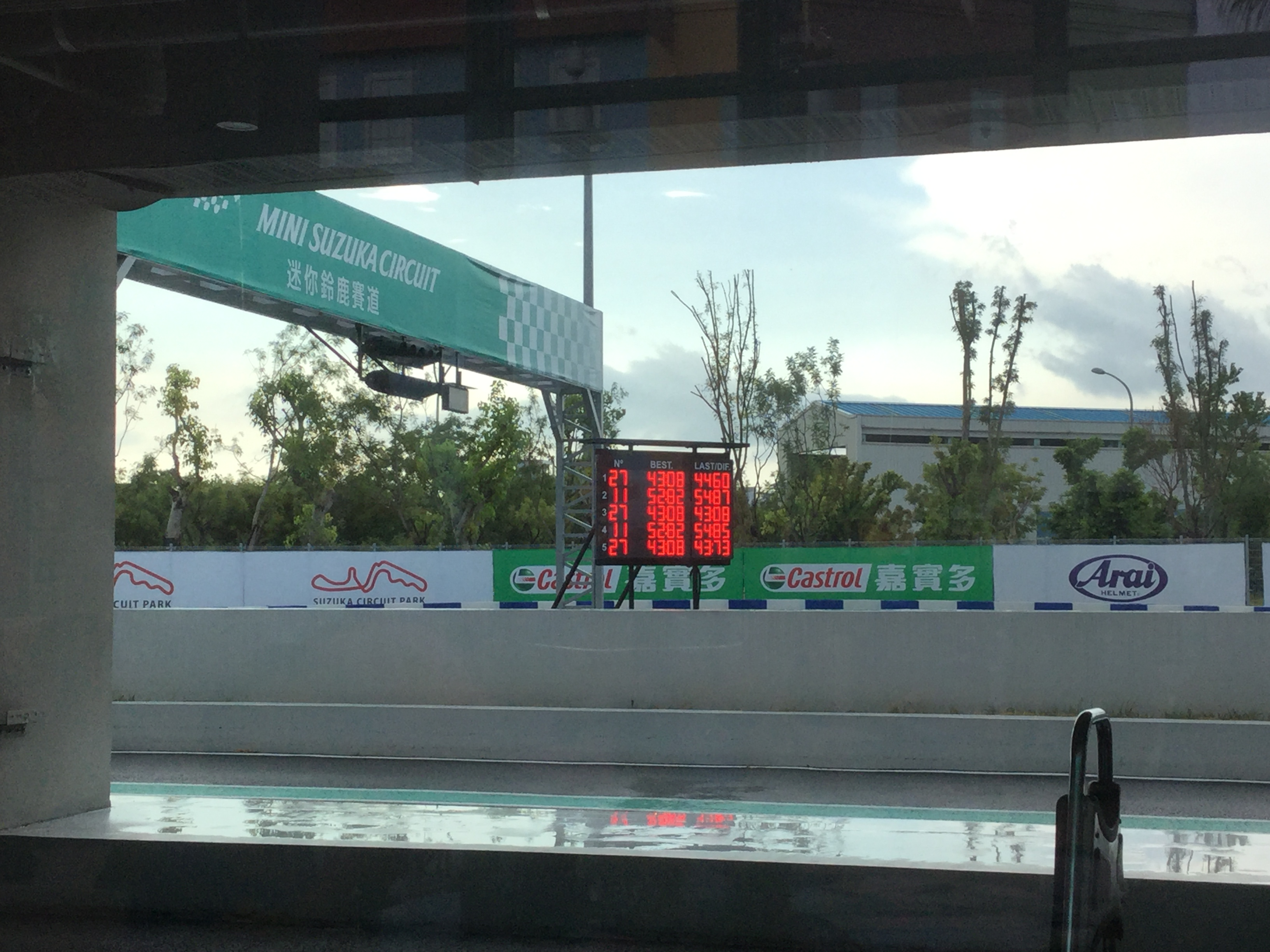
賽道

- 小小城市 Putti Town
  - 酷奇拉駕駛學校 Kochira Driving School
  - 小小騎士 Kids Bike
  - 滴答電車 Tic Tac Train
  - 甩尾小車手 Drift Kids Racer
  - 摩天輪 Circuit Wheel

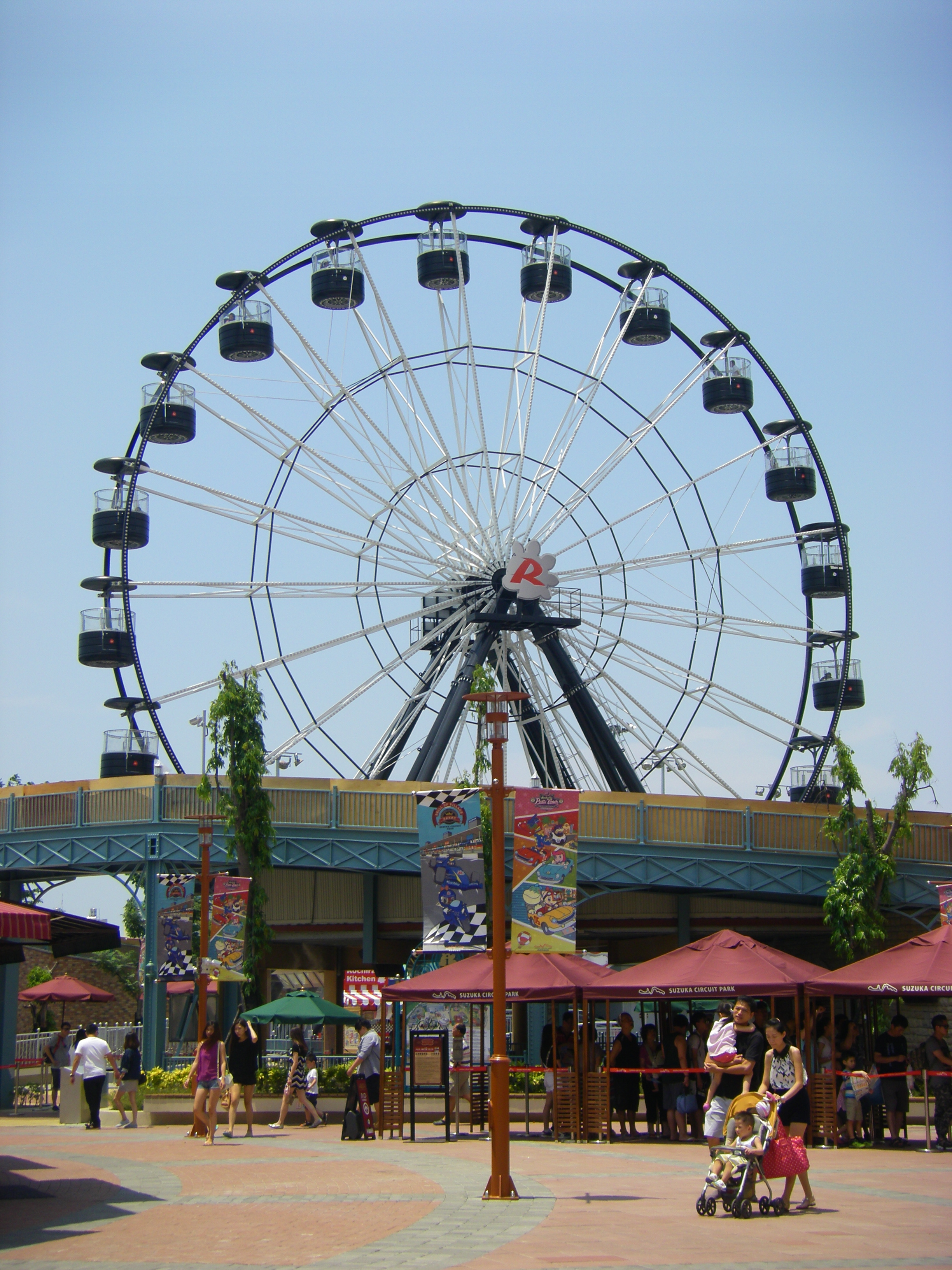
摩天輪

- 技能培訓村 Skill Up Village

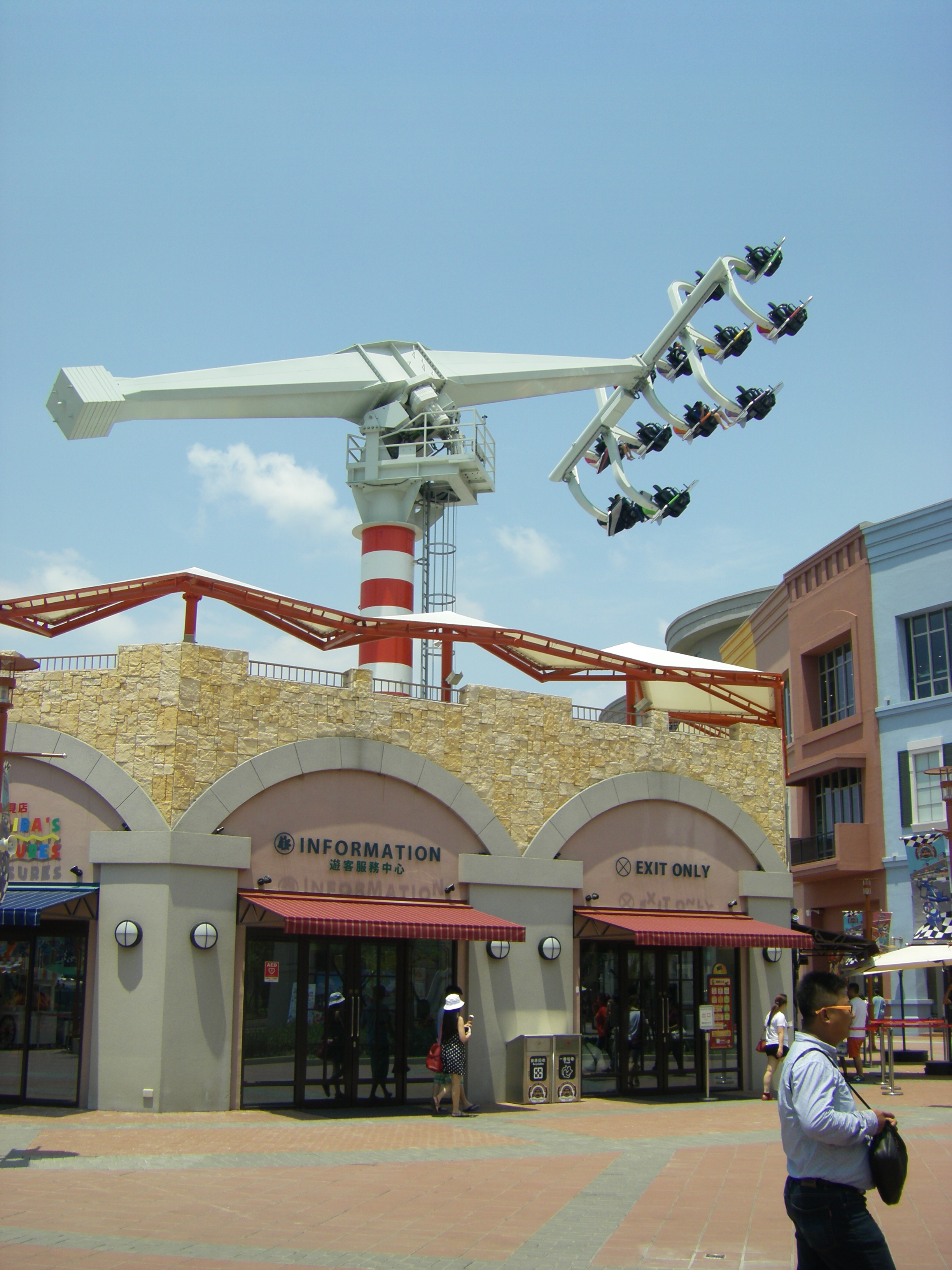
天空飛行家

  - 飄移高手 Drift-S
  - 越野大冒險 Acro-X
  - 天空飛行家 Air Racers
  - 自由搖滾 G-Speed
  - 自由落體 Drop Zone

- 天空飛行家

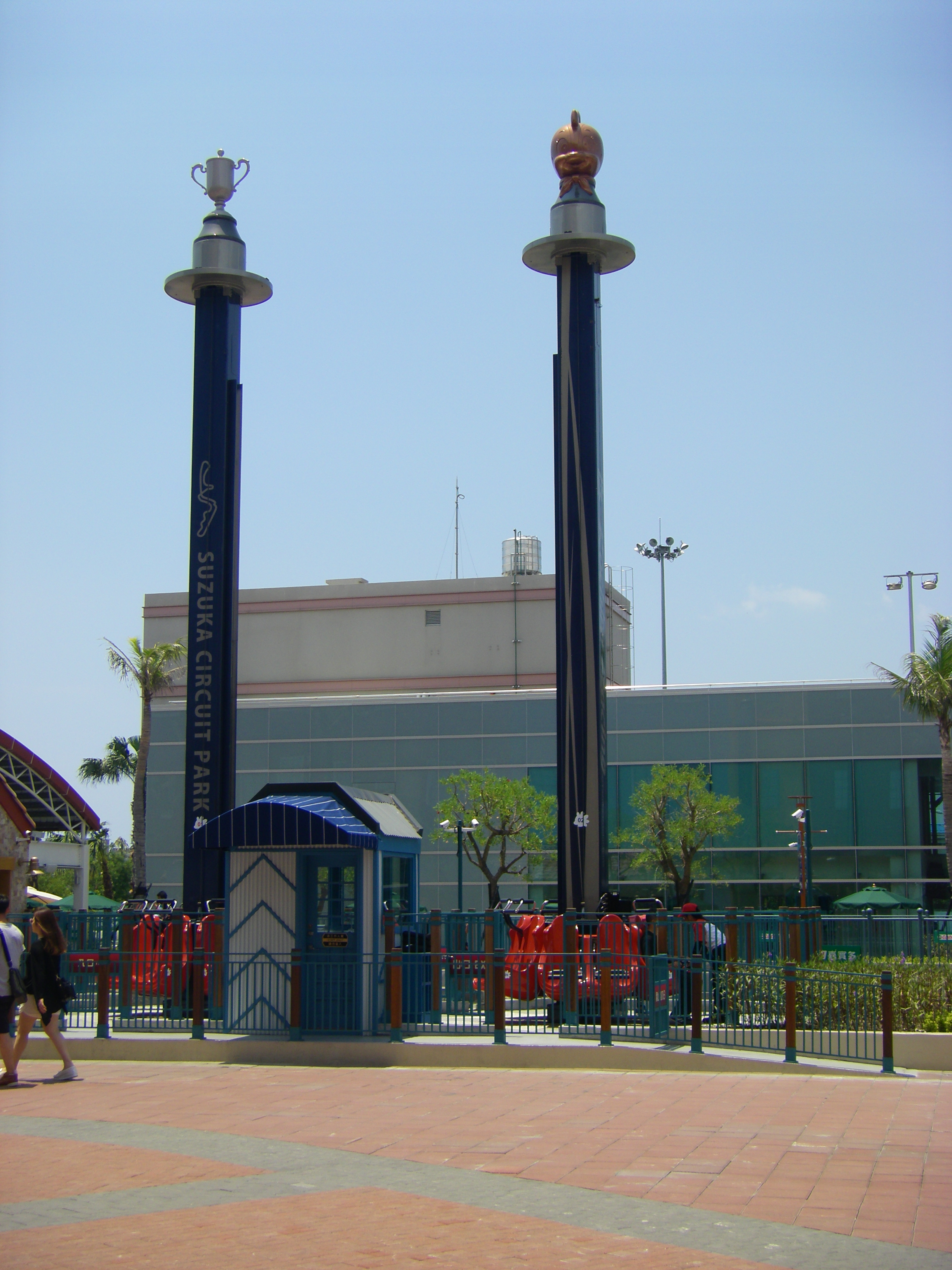
自由落體

- 草衙道電車 Taroko Park Trolley

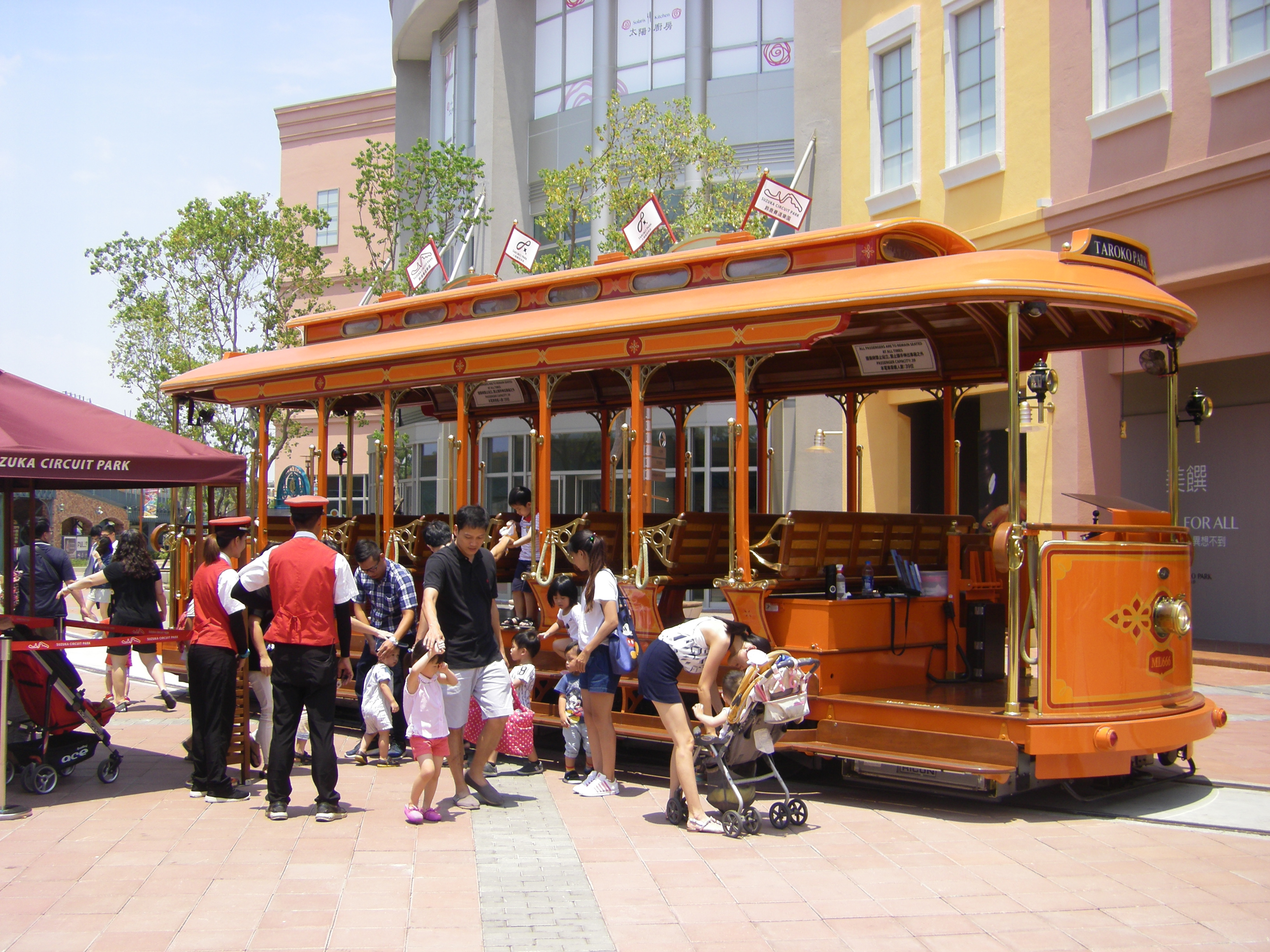
草衙道電車

- 旋轉木馬 The Carousel

- 旋轉木馬

- 星際戰場 Laser Wars

### 大魯閣集團時期
- 大魯閣湳雅廣場（位於新竹市北區）
- 大魯閣新時代購物中心（位於台中市東區）

### 新光集團時期
- 新光三越百貨

## 外部連結
- SKM Park （页面存档备份，存于）
  - SKM Park Outlets 高雄草衙的Facebook專頁
  - SKM Park Outlets 高雄草衙的Instagram帳戶
- 鈴鹿賽道樂園 （页面存档备份，存于）
  - 鈴鹿賽道樂園的Facebook專頁
- 台灣公司資料 （页面存档备份，存于）